# Ibn Yuzayy
Muḥammad ibn Muḥammad ibn Aḥmad ibn ʿAbd Allāh ibn Yaḥyà ibn Yūsuf ibn ʿAbd ar-Raḥmān ibn Ŷuzayy al-Kalbī al-Garnāṭī (en árabe, محمد بن محمد بن أحمد بن عبد الله بن يحيى بن يوسف بن عبد الرحمن بن جزي الكلبي الغرناطي) fue un intelectual andalusí, nacido en Granada en 1321[cita requerida] y fallecido en Fez el 25 de octubre de 1357[cita requerida]. Fue poeta, historiador y jurista y es conocido también por haber escrito la Rihla o crónica de viajes de Ibn Battuta al dictado de éste. 